# 지난 올림픽 스포츠 센터

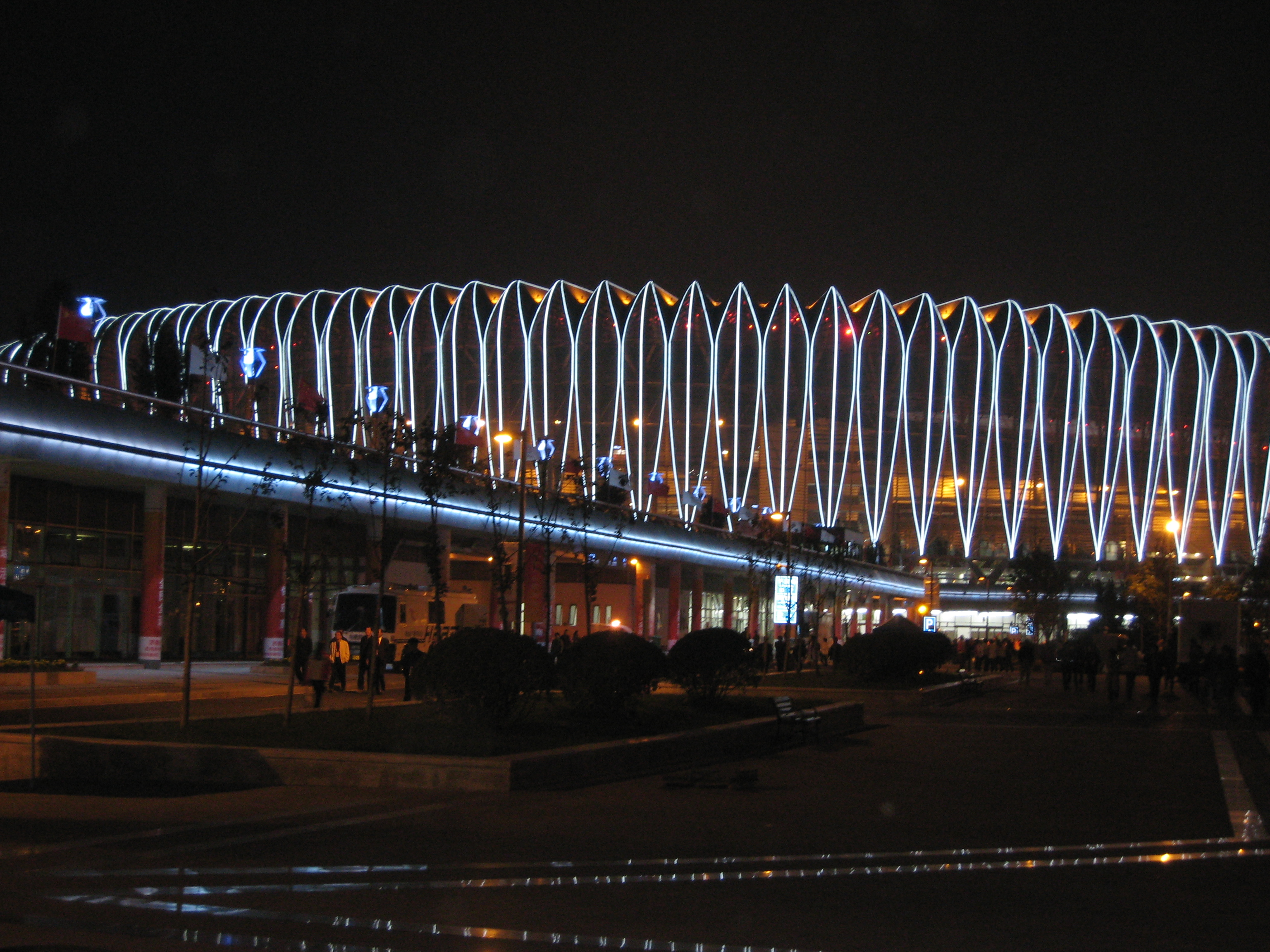
지난 올림픽 스포츠 센터 스타디움

지난 올림픽 스포츠 센터(중국어 간체자: 济南奥林匹克体育中心体育场, 정체자: 濟南奧林匹克體育中心體育場)는 지난시에 위치한 다목적 경기장이다.
2009년에 개장했으며, 총 56,808명을 수용할 수 있으며 현재 중국 슈퍼리그 산둥 루넝의 홈구장으로 사용되고 있다.